# Brad Logan
Brad Logan — сингл калифорнийской панк-рок-группы Rancid. Он вошёл на компиляцию «Chef Aid: The South Park Album», связанную с анимационным сериалом «South Park».
Как и другие песни с альбома, «Brad Logan» была написана для эпизода сериала под названием «Шефская помощь». Rancid появляются в этой серии, исполняя несколько секунд из начала «Brad Logan». На обложке музыканты Rancid изображены играющими в игру «Пни малыша» с одним из героев фильма, Айком (в эпизоде такой сцены нет).
Названием песни послужило имя знаменитого в панк-кругах панк-гитариста Брэда Логана.

## Список композиций
1. Brad Logan (2:16)
2. Callout Hook 1 (0:10)
3. Callout Hook 2 (0:05)